# Норт Амерст (Масачусетс)
Норт Амерст (енгл. North Amherst) насељено је место без административног статуса у америчкој савезној држави Масачусетс.

## Демографија
По попису из 2010. године број становника је 6.819, што је 800 (13,3%) становника више него 2000. године.
| Група             | 2000.         | 2010.         |
| Белци             | 4.400 (73,1%) | 4.864 (71,3%) |
| Афроамериканци    | 267 (4,4%)    | 305 (4,5%)    |
| Азијати           | 788 (13,1%)   | 1.054 (15,5%) |
| Хиспаноамериканци | 387 (6,4%)    | 372 (5,5%)    |
| Укупно            | 6.019         | 6.819         |